# Sun Country Airlines
Sun Country Airlines  ist eine US-amerikanische Billig- und Frachtfluggesellschaft mit Sitz in Minneapolis und Basis am Flughafen Minneapolis-Saint Paul.

## Geschichte

### 1980er Jahre
Nach dem Niedergang von Braniff International Airways im Jahr 1982 überzeugten einige ehemalige Mitarbeiter von Braniff das in Minneapolis-St. Paul ansässige Touristikunternehmen MLT Vacations, eine Boeing 727-200 für Flüge zu ihren Urlaubszielen zu beschaffen. MLT bediente sich einer Braniff Boeing 727-200, die gerade in Minneapolis-St. Paul stillgelegt war, für Charterflüge zu ihren Urlaubszielen. Im Juni 1982 wurde der Vertrag zur Gründung der Sun Country Airlines geschlossen. MLT übernahm 51 % der Gesellschaft, die restlichen Anteile gingen an die Piloten und Flugbegleiter der Gesellschaft. Eine Air Florida B727-227 Advanced, die ursprünglich für Braniff gedacht war, wurde für den Flugbeginn gesichert.
Die Mannschaft von Sun Country bestand aus 16 Piloten, 16 Flugbegleitern, drei Mechanikern und einem Büromitarbeiter. Der Erstflug fand am 30. Januar 1983 von Sioux Falls nach Las Vegas statt. In den ersten Tagen der Fluggesellschaft wurden von der Flugbesatzung alle erforderlichen Dinge vor und während der Flüge, wie der Verkauf von Spirituosen und Essenvorbereitung erledigt, während die Piloten Flugpapiere bearbeiteten und zusätzlich bei der Bedienung der Passagiere halfen. Nach nur 6 Monaten schrieb die Fluggesellschaft schwarze Zahlen.
Die Gesellschaft flog durch langsame aber stetigen Vergrößerung in den 1980er Jahren immer profitabel. Im Jahr 1986 setzte die Gesellschaft ihre erste „Wide-Body“-Maschine ein, eine von Northwest Airlines geleaste McDonnell Douglas DC-10-40.
Sun Country unternahm Charterflüge für zivile Organisationen, Gesellschaften, Sportgruppen und verschiedene andere Gruppen. 1989 wurde Sun Country Mitglied der Civil Reserve Airfleet (CRAF).

### 1990er Jahre

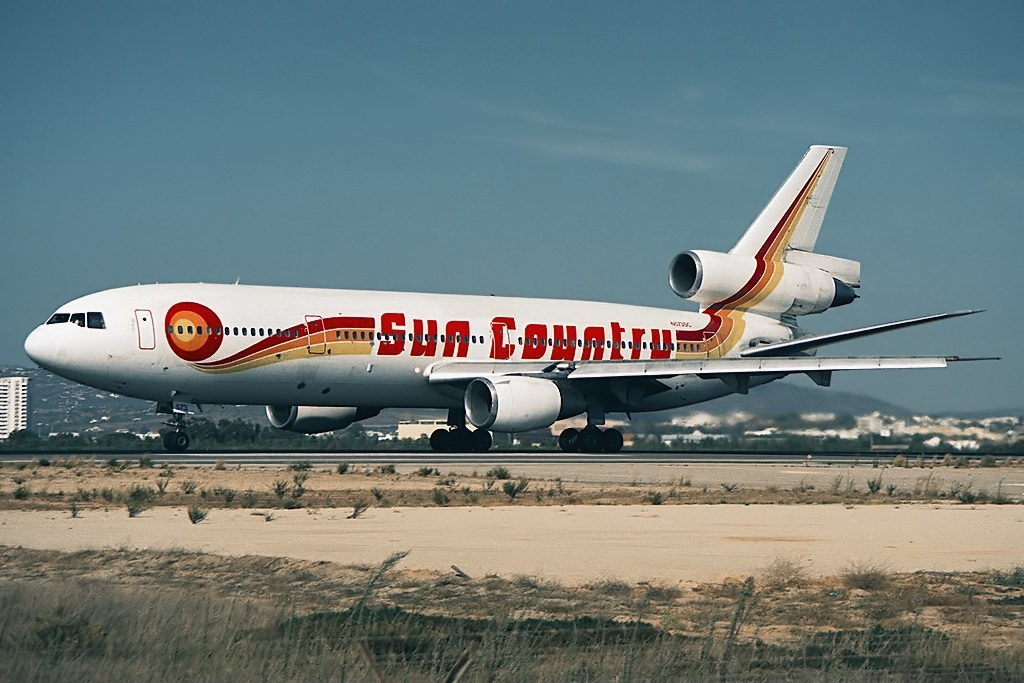
Eine McDonnell Douglas DC-10 in alter Farbgebung der Sun Country Airlines.

Sun Country flog viele Chartereinsätze während des ersten Irak-Krieges 1990–1991. Zur besseren Unterstützung der Operation Desert Storm wurden 130 Mitarbeiter der Gesellschaft von der U.S. Air Force eingezogen.
Nach einem Rekordgewinn im Geschäftsjahr 1991 wurden zusätzliche Boeing 727 und McDonnell Douglas DC-10 beschafft. Mehrere Touristikunternehmen wählten Sun Country zu ihrer Fluggesellschaft, und das Netzwerk wurde mit Flügen vom Mittleren Westen nach Las Vegas, Florida, Mexiko und der Karibik erweitert.
Mitte der 90er Jahre kaufte die Mark Travel Group die Fluggesellschaft und änderte das Geschäftsprofil zu einer kleinen Nischen-Fluggesellschaft. Die folgenden Jahre führten die Fluggesellschaft aufgrund der Überalterung und der Einsatzlängen der Maschinen an ihre Grenzen. Ein neues Management startete ein Erneuerungsprogramm, um den Bedürfnissen der Passagiere entgegenzukommen. Im Juni 1999 entschied das Management der Gesellschaft, die Einsätze der Flotte vom Charterverkehr auf Linienverkehr umzustellen. Von Minneapolis und Milwaukee wurden neue Strecken nach Los Angeles, Seattle, Detroit, Washington, DC und Phoenix angeboten. Zusätzlich wurde ein Vielfliegerprogramm namens „Smile Award“ aufgenommen.

### 2000er Jahre

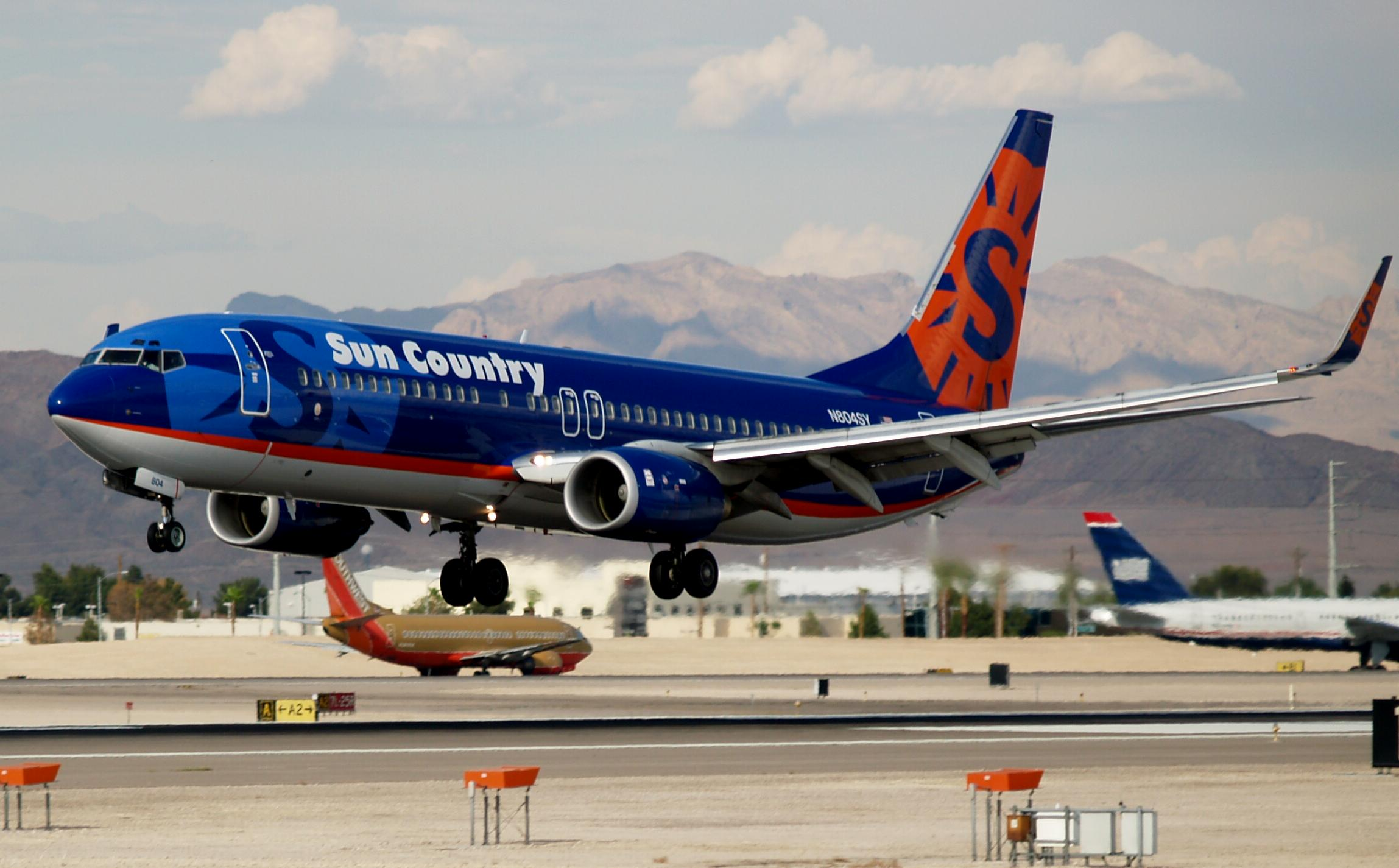
Eine Boeing 737-800 der Sun Country in der bis 2018 genutzten Bemalung

Im Jahr 2000 begann Sun Country mit neuen Boeing 737 die Flotte zu erneuern. Da die DC-10 Flotte überaltert war und im Unterhalt zu teuer wurde, reduzierte man die Flotte und musterte die letzte DC-10 im Frühjahr 2001 aus.
Der starke Wettbewerb mit Northwest Airlines und die Ereignisse am 11. September 2001 zwangen die Gesellschaft, ihr Angebot erst zu reduzieren, um dann den Flugbetrieb am 8. Dezember 2001 einzustellen. Durch den Konkurs verlor Sun Country den größten Teil ihrer Boeing-727-Flotte und ihre neuen Boeing-737-Maschinen. Trotz allem behielt Sun Country ihre Fluglizenz. In den folgenden Monaten organisierte die lokale MN Airlines die Konkursabwicklung und begann von Neuem. Vom Konkurs befreit, standardisierte Sun Country die Flotte auf den Typ Boeing 737-800 und begann kombinierte Linien- und Charterflüge von Minneapolis nach Laughlin, den Casinos von Nevada und einigen Charterflügen. Danach wurden Charterflüge mit den Schwerpunkten Florida, Mexiko und der Westküste aufgenommen.
Am 31. Oktober 2006 wurde die Fluggesellschaft von der Petter Group Worldwide und Whitebox Advisor komplett übernommen.
Am 1. April 2008 gab die Gesellschaft bekannt, 45 der 156 Piloten in den einstweiligen Ruhestand zu versetzen und die Maschinen geringer als in den normalen Sommerflügen auszulasten, um die stark erhöhten Treibstoffkosten aufzufangen.
Im Mai 2015 gab der Board of Directors bekannt, dass der Flugbetrieb eingestellt würde, sollte es keine Einigung mit der Pilotengewerkschaft über einen neuen Arbeitsvertrag geben. Die Gespräche laufen seit 2010.
Im Dezember 2019 gab Sun Country Airlines bekannt, künftig auch Frachtflugzeuge des Typs Boeing 737-800BCF für Amazon Air zu betreiben. Der erste Frachtflug für Amazon Air wurde am 14. Mai 2020 durchgeführt.

## Flugziele
Das Hauptdrehkreuz der Gesellschaft befindet sich am Minneapolis-Saint Paul International Airport. Von hier aus werden Linien- und Charterflüge neben Zielen innerhalb der USA auch Ziele in Kanada und Mittelamerika angeboten.

## Flotte

### Aktuelle Flotte
Mit Stand vom Mai 2025 besteht die Flotte der Sun Country Airlines aus 60 Flugzeugen mit einem Durchschnittsalter von 18,0 Jahren:
| Flugzeugtyp       | Anzahl | bestellt | Anmerkungen                               | Sitzplätze | Durchschnittsalter |
| ----------------- | ------ | -------- | ----------------------------------------- | ---------- | ------------------ |
| Boeing 737-800    | 44     |          | drei inaktiv                              | 186        | 18,1 Jahre         |
| Boeing 737-800BCF | 15     | 5        | Frachtmaschinen, betrieben für Amazon Air | –          | 18,1 Jahre         |
| Boeing 737-900    | 01     | 4        | inaktiv; werden von Oman Air übernommen   | – offen –  | 10,6 Jahre         |
| Gesamt            | 60     | 9        |                                           |            | 18,0 Jahre         |

### Ehemalige Flugzeugtypen
In der Vergangenheit setzte Sun Country Airlines bereits folgende Flugzeugtypen ein:
- 1 Boeing 727-200
- 9 Boeing 737-700
- 13 McDonnell Douglas DC-10-10/-30/-40